# Bina Shah
Bina Shah es una escritora y periodista paquistaní que escribe en inglés y vive en Karachi, Pakistán

## Biografía
La mayor de tres hermanos, Shah nació en Karachi. Obtuvo el título de Psicología en la universidad de Wellesley y una maestría en Tecnología Educativa en Harvard Graduate School of Education, USA.
Fue una residente en la Universidad de Iowa, en el 2011 participó en la Fall Residency del Programa de Escritura Internacional.

## Trayectoria
Shah es la autora de cuatro novelas y dos colecciones de cuentos; su novela Slum Child se publicó en 2008, ha sido publicada en inglés así como en otras lenguas. Escribe una columna de opinión en  New York Times Internacional y una mensual para Dawn, un diario en Pakistán que se publica en Karachi. Su ficción y no ficción han sido publicada en Granta, The Independent, Wasafiri, Critical Muslim, InterlitQ, the Istanbul Review, Asian Cha, y en la colección And the World Changed. Shah tiene títulos de Wellesley College y the Harvard Graduate School of Education, es alumna de la University of Iowa’s International Writing Program. Su novela A Season For Martyrs fue publicada en 2014.

## Carrera literaria
El primer libro de Shah se publicó en el año 2000, Animal Medicine, es un volumen de cuentos. Su primera novela, Where They Dream in Blue, se publicó por Alhamra en 2001. La segunda novela, The 786 Cybercafé, se publicó por Alhamra en 2004. En 2005, "The Optimist",una historia corta fue publicada en una antología llamada And the World Changed (Women Unlimited/OUP); un ensayo llamado "A Love Affair with Lahore" fue publicado en una antología editada por Bapsi Sidhwa llamada City of Sin and Splendour  - Writings on Lahore (Penguin India - Pakistani titulado Beloved City- OUP). En 2007 Alhamra publicó su segunda colección de cuentos, Blessings.
Su tercera novela es Slum Child se publicó en el 2010 en la India por Tranquebar (Wesltland - Tata). La versión en lengua italiana se publicó en 2009 bajo el título La Bambina Che Non Poteva Sognare por Newton Compton Editori, donde logró el número 3 en la lista de superventas de libros de bolsillo, vendió más de 20.000 copias. En junio de 2001 Grijalbo(Random House Mondadori), la publicó en español, La niña que no podía Soñar.
La cuarta novela, A Season For Martyrs, se publicó por Delphinium Books (noviembre 2014) por aclamación de la crítica.En el 2.010 también se publicó en Italia por Newton Compton  Il Bambino Che Credeva Nella Liberta .  Para esta novela se le otorgó el Premio Internazionale en el Un Mondi di Bambini en la categoría del Almalfi Costa Festival Literario en 2010 para ficción traducida.
En el 2014 fue elegida como Mejor escritora por Ok! Pakistán.